# 聯邦政府
聯邦政府指联邦制国家的「中央政府」，在此一政府體制中，由數“邦”組成聯邦，但在處理內部事務上各邦則維持獨立。聯邦政府通常出現於中央政府對地方掌控力較低，或地方意識強的國家。和单一制相對，聯邦制為一種地方分權制，邦讓渡部分权力予以聯邦，彼此無上下隸屬關係，邦政府自己就是自己的中央政府，邦內可設行省（例如：1918年以前的德意志帝國的普魯士王國、黑森大公國等），有的邦本身也是聯邦制（例如：歷史上的苏联，其加盟共和国包含自治共和国），其憲法將絕大多數的政府權力分配給邦，而聯邦政府只能負責有限的事務，但是聯邦中央通常都保留對於軍事、外交和財政的權力。聯邦政府通常是联邦制国家成员權力自下而上授權的結果。

## 目前实行联邦制的国家
美国是世界上第一个建立现代联邦制的国家，另外还有 俄羅斯、 加拿大、 印度、 巴西、 與 阿根廷等国家也实行联邦制，現時實行联邦制的国家有27个。
| 國家             | 联邦政府                 | 政區                                                       | 國家領導人                 | 領土 |
| ---------------- | ------------------------ | ---------------------------------------------------------- | -------------------------- | ---- |
| 阿根廷           | 阿根廷政府               | 23省、1联邦特区                                            | 阿根廷总统                 |      |
|                  | 澳洲聯邦政府             | 6州、1領地、1首都特區                                      | 澳大利亚总理               |      |
| 奥地利           | 奥地利联邦政府           | 9联邦州                                                    | 奥地利总理                 |      |
| 比利时           | 比利时政府               | 3语区、3地区                                               | 比利时总理                 |      |
|                  | 波斯尼亚和黑塞哥维那政府 | 2共和国、1特区                                             | 波斯尼亚和黑塞哥维那主席团 |      |
| 巴西             | 巴西政府                 | 26州、1联邦地区                                            | 巴西总统                   |      |
| 加拿大           | 加拿大联邦政府           | 10省、3地区                                                | 加拿大总理                 |      |
|                  | 科摩罗政府               | 3自治岛                                                    | 科摩罗总统                 |      |
| 衣索比亞         | 埃塞俄比亚联邦政府       | 9州、2直辖市                                               | 埃塞俄比亚总理             |      |
| 德国             | 德国政府                 | 16联邦州                                                   | 德国总理                   |      |
| 印度             | 印度政府                 | 29邦、6联邦属地、1国家首都辖区                             | 印度总理                   |      |
| 马来西亚         | 马来西亚联邦政府         | 13州、3联邦直辖区                                          | 马来西亚首相               |      |
| 墨西哥           | 墨西哥政府               | 31州、1联邦区                                              | 墨西哥总统                 |      |
| 密克羅尼西亞聯邦 | 密克罗尼西亚联邦政府     | 4州                                                        | 密克罗尼西亚联邦总统       |      |
| 尼泊尔           | 尼泊尔政府               | 14专区                                                     | 尼泊尔总理                 |      |
| 奈及利亞         | 尼日利亚政府             | 36州、1联邦首都地区                                        | 尼日利亚总理               |      |
| 巴基斯坦         | 巴基斯坦政府             | 4省、4联邦直辖区                                           | 巴基斯坦总理               |      |
| 俄羅斯           | 俄罗斯联邦政府           | 22自治共和国、46州、9边疆区、4自治区、3联邦直辖市、1自治州 | 俄罗斯联邦总统             |      |
| 圣基茨和尼维斯   | 圣基茨和尼维斯政府       | 2地區、14教区                                              | 圣基茨和尼维斯总理         |      |
| 伊拉克           | 伊拉克联邦政府           | 19省、1自治区                                              | 伊拉克总理                 |      |
|                  | 索马里联邦政府           | 18州、1直辖市、8联邦成员国                                 | 索马里总统                 |      |
| 苏丹             | 苏丹政府                 | 18州                                                       | 苏丹总统                   |      |
| 南蘇丹           | 南苏丹政府               | 28州                                                       | 南苏丹总统                 |      |
| 瑞士             | 瑞士联邦政府             | 26州                                                       | 瑞士聯邦委員會             |      |
| 阿联酋           | 阿拉伯联合酋长国政府     | 7酋长国                                                    | 阿拉伯联合酋长国总统       |      |
| 美国             | 美国联邦政府             | 50州、1联邦特区、2自由邦、7属地                            | 美国总统                   |      |
| 委內瑞拉         | 委内瑞拉政府             | 23州、1首都特区、1联邦属地                                 | 委内瑞拉总统               |      |